# Alexander Sergejewitsch Woltschkow
Alexander Sergejewitsch Woltschkow (russisch Александр Сергеевич Волчков; * 11. Januar 1952 in Moskau, Russische SFSR) ist ein ehemaliger russischer Eishockeyspieler, der seit seinem Karriereende als Eishockeytrainer arbeitet. Sein Sohn Alexander Alexandrowitsch Woltschkow ist ebenfalls ein professioneller Eishockeyspieler.

## Karriere
Alexander Woltschkow begann seine Karriere im Alter von acht Jahren im Nachwuchsbereich von ZSKA Moskau, nachdem ihn ein Freund zu einem Eishockey-Training eingeladen hatte.
Im Alter von 16 Jahren debütierte er im Herrenteam von ZSKA und gehörte ein Jahr später fest zum Kader.
Bis 1981 spielte er bei HK ZSKA Moskau und gewann mit diesem Klub acht sowjetische Meisterschaften sowie drei Pokalwettbewerbe, bevor er seine Karriere bis 1983 bei SKA Leningrad ausklingen ließ. Insgesamt erzielte er 155 Tore in 466 Spielen in der sowjetischen Liga.

### International
Schon früh wurde Woltschkow in das Team der sowjetischen Eishockeynationalmannschaft berufen. Bei der U19-Europameisterschaft 1971 gewann er die Goldmedaille. Am 24. September 1972 stand er im Rahmen der Summit Series 1972 gegen Kanada zum ersten Mal für die Sbornaja auf dem Eis. Seine internationale Karriere wurde mit der Goldmedaille bei der Eishockey-Weltmeisterschaft 1973 gekrönt. Ab 1974 kam er nur noch sporadisch für das Nationalteam zum Einsatz, sein letztes Länderspiel bestritt er am 21. September 1977 in der Slowakei. Für die Nationalmannschaft erzielte er insgesamt 5 Tore in 23 Länderspielen.

### Als Trainer
Nach seinem Karriereende arbeitet Woltschkow zunächst als Nachwuchstrainer von ZSKA Moskau, wobei er unter anderem Sergei Samsonow, Oleg Kwascha, die Mironow-Brüder sowie die Kwartalnow-Brüder betreute. Später wurde er Trainer bei Herrenmannschaften, unter anderem zwischen 1996 und 1998 beim ZSKA Moskau, bei Witjas Tschechow und beim HK Sibir Nowosibirsk (2001). Ab 2002 betreute er den HK Chimwolokno Mahiljou aus der belarussischen Extraliga, mit dem er 2002 die belarussische Meisterschaft gewann. Bis 2008 blieb er Trainer in Mahiljou.

## Erfolge und Auszeichnungen
- Welt- und Europameister 1973
- Europapokal 1972, 1973, 1974, 1976, 1978, 1979, 1980, 1981
- UdSSR-Meister 1972, 1973, 1975 und 1977 bis 1981
- UdSSR-Vizemeister 1974 und 1976
- UdSSR-Pokal-Sieger 1973, 1977 und 1979
- Belarussischer Meister 2002 mit HK Chimwolokno Mahiljou

### Statistik
(Legende zur Spielerstatistik: Sp oder GP = absolvierte Spiele; T oder G = erzielte Tore; V oder A = erzielte Assists; Pkt oder Pts = erzielte Scorerpunkte; SM oder PIM = erhaltene Strafminuten; +/− = Plus/Minus-Bilanz; PP = erzielte Überzahltore; SH = erzielte Unterzahltore; GW = erzielte Siegtore; 1 Play-downs/Relegation; Kursiv: Statistik nicht vollständig)